# Carl Robert Frühsorger
Carl Robert Frühsorger (* 5. Februar 1915 in Heilbronn; † 29. März 2006 ebenda) war ein Heilbronner Arzt und jahrzehntelanger Vorsitzender des Kulturrings Heilbronn.

## Leben und Wirken
Carl Frühsorger kam als Sohn des Prokuristen der Carl Hagenbucher & Söhne auf die Welt. Er besuchte das Heilbronner Karlsgymnasium. Seine Studien- und Assistenzjahre verbrachte er an den Universitäten von Heidelberg, München, Düsseldorf, Berlin und Wien. Noch während der Studienzeit in Wien lernte er seine spätere Frau Tatjana „Tanja“ Wenzl kennen. In jener Zeit entstanden auch mehrere Romane, von denen zunächst nur ein Kriminalroman veröffentlicht wurde, während die Veröffentlichung weiterer Werke aus Gründen des Papiermangels während des Zweiten Weltkriegs unterblieb. 1942 promovierte er in Frankfurt am Main. Nach einer kurzen Zeit als Assistenzarzt in Heilbronn war er von 1943 bis 1945 Truppenarzt, nach dem Krieg war er zunächst kurz Landarzt in Gablingen bei Augsburg, danach zwei Jahre Assistenzarzt an einer Heidelberger Klinik. Im Herbst 1947 ließ sich Frühsorger in seiner Heimatstadt Heilbronn nieder, wo er bis 1995 eine Praxis als Allgemeinarzt betrieb.
In Heilbronn initiierte er 1949 die Gründung des Kulturrings und wurde zu dessen erstem Vorstand gewählt. Der Kulturring brachte in den 1950er Jahren und in den nachfolgenden Jahrzehnten internationale Hochkultur zu Gastspielen nach Heilbronn, darunter nahezu alle international bekannten Sinfonieorchester und zahlreiche Solisten, Dirigenten und Schauspieler wie Hermann Prey, Eugen Jochum, Herbert von Karajan, David Oistrach, Claudio Arrau, Will Quadflieg, Fritz Muliar und viele andere. Die bundesdeutschen Feuilletons berichteten 1980 auch darüber, dass Frühsorger Ivo Pogorelich ausgeladen hatte, nachdem dieser überhöhten Gagenforderungen nach dem Gewinn des Chopin-Wettbewerbs gestellt hatte. Frühsorger leitete den Kulturring bis zum Jahr 1989, außerdem gehörte er seit 1950 auch dem Ausschuss des Heilbronner Verkehrsvereins an, dessen Ehrenmitglied er 1994 wurde.
In den frühen 1950er Jahren initiierte Frühsorger gemeinsam mit Wilhelm Speidel die Käthchenfestspiele in der Ruine des kriegszerstörten Deutschhofs. Auf der Suche nach einer geeigneten Bühne für Theater- und Orchester-Gastspiele setzte er sich in den 1950er Jahren für den Bau des Konzert- und Kongresszentrums Harmonie ein, das 1958 eingeweiht wurde. Nach der Wiederherstellung des Chors der Kilianskirche 1960 engagierte sich Frühsorger für die Wiederherstellung des im Krieg ausgelagerten Schnitzaltars von Hans Seyfer. In dem über lange Jahre ausgetragenen Streit um einen Theaterneubau in Heilbronn setzte sich Frühsorger in den 1970er Jahren für den Theaterneubau am Berliner Platz ein, wurde von der Theaterleitung später jedoch insofern enttäuscht, als dass das Theater keine Möglichkeiten für durch den Kulturring organisierte Gastspiele bot, die daher weiterhin in der Harmonie stattfanden.
Eine von Frühsorger verfasste Komödie namens Monplaisir wurde 1972 in der damaligen Heilbronner Theaterspielstätte im Gewerkschaftshaus aufgeführt.

## Auszeichnungen
In Würdigung seiner Verdienste erhielt er am 20. Januar 1975 das Bundesverdienstkreuz am Bande. Im selben Jahr wurde ihm die Goldene Münze der Stadt Heilbronn verliehen. Am 7. Februar 1990 wurde ihm für die Gründung und den jahrzehntelangen Vorsitz des Heilbronner Kulturrings sowie in Anerkennung für seinen unermüdlichen Kampf um den Erhalt des Seyfer-Altars der Heilbronner Kilianskirche der Ehrenring der Stadt Heilbronn verliehen.